# 小行星10000
小行星10000，称作Myriostos，位于小行星带，艾伯特·乔治·威尔逊1951年9月30日在美国加州帕洛马山天文台发现。小行星10000的临时编号为1951 SY。“Myriostos”一名来自希腊语，意为“一万”。冥王星一度被提议编号为10000号小行星，但提议未获得通过。